# 平鯛
平鲷（学名：Rhabdosargus sarba，又稱黃錫鯛，俗名枋頭、炎头鱼、元头䲞、胖头、香头、平头）是輻鰭魚綱鱸形目鲷科平鲷属的其中一種鱼类。

## 分布
本魚分布於红海、印度洋非洲东岸和印度西太平洋區，包括東非、模里西斯、塞席爾群島、馬爾地夫、紅海、波斯灣、斯里蘭卡、印度、安達曼海、泰國、緬甸、馬來西亞、菲律賓、印尼，北至日本、韓國、台灣、中國沿海，东至澳洲等海域。该物种的模式产地在红海。

## 特徵
本魚體呈銀灰色，腹面顏色較淡，體側有許多淡青色縱帶，且數目和鱗列數相當。兩頜的臼齒相當有力，呈饅頭狀。腹鰭和臀鰭顏色略黃。尾鰭分叉，上下葉末端尖。背鰭硬棘11枚，軟條12至13枚；臀鰭硬棘3枚，軟條10至11枚。側線鱗片數53至63枚。體長可達80公分。

## 生態
本魚属于沿岸性底栖鱼类。其多见于一般分散于浅海。水深1至60公尺。棲息在沿岸岩礁區或礁沙交會處，春末時為產卵期，以無脊椎動物為食。

## 經濟利用
肉質鮮美的食用魚，可用生魚片、燒烤、煮湯或紅燒食用。是重要的養殖魚類，具高經濟價值。